# SN 2010cc
SN 2010cc – supernowa odkryta 21 marca 2010 roku w galaktyce A121443+4336. W momencie odkrycia miała maksymalną jasność 19,30m.